# Plasa Fălciu, județul Fălciu
Plasa Fălciu, a fost una din plășile din județul interbelic Fălciu, care a avut o scurtă existență sub acest nume (1918 - 1925). Între 1925 și 1950 s-a numit Plasa Dimitrie Cantemir, purtând numele marelui cărturar moldovean, Dimitrie Cantemir.

## Istoric
Plasa Fălciu, ulterior Plasa Dimitrie Cantemir, a fost o unitate administrativă, o sub-diviziune administrativă de ordin doi, din cadrul județul Fălciu (interbelic), cu reședința în localitatea omonimă Fălciu.

## Descriere
Plasa Fălciu, ulterior Plasa Dimitrie Cantemir, a funcționat între anii 1918-1950. Prin Legea nr. 5 din 6 septembrie 1950 au fost desființate județele și plășile din țară, pentru a fi înlocuite cu regiuni și raioane, unități administrative organizate după model sovietic.

## Istoric, administrație

### În anul 1930
În 1930, teritoriul județului era împărțit în trei plăși: I. Plasa Fălciu (între 1918 și 1925), respectiv Plasa Dimitrie Cantemir  (între 1925 și 1950), II. Plasa Mihail Kogălniceanu și III. Plasa Răducăneni. Existau două orașe, mai exact un oraș Huși și un târg, Fălciu, care a redevenit comună.
În același an 1930, organizarea administrativă a județului cuprindea capitala/reședința judetului Fălciu, care era orașul Huși și târgul Fălciu. Județul, care era unul dintre cele mai mici ale României Mari (la cei doar 2.120 km² ai săi), avea 153 sate, împărțite astfel: 
- Plasa Mihail Kogălniceanu - 72 sate
- Plasa Dimitrie Cantemir - 52 sate
- Plasa Răducăneni - 29 sate [1]

## Alte articole
- Județul Fălciu (interbelic)

și
- Plasa Dimitrie Cantemir
- Plasa Fălciu
- Plasa Mihail Kogălniceanu
- Plasa Răducăneni [2]

și
- Lista județelor și a plășilor din România interbelică